# 유카와 상호작용
입자물리학에서 유카와 상호작용(Yukawa[湯川] 相互作用, 영어: Yukawa interaction)은 유카와 히데키가 고안한 스칼라 입자와 디랙 입자 사이의 상호작용이다. 핵자와 강력을 매개하는 어떤 다른 입자를 나타내는 이론으로, 원자핵 내의 강력을 설명하기 위해 만들어졌다. 유카와 상호작용은 먼 거리 간에는 (전자기력과 달리) 그 세기가 지수적으로 작아진다. 다시 말해, 유카와 상호작용의 작용 거리는 대략 그 매개 보존의 드브로이 파장 정도다.
상호작용 라그랑지안은 스칼라장의 경우
{\displaystyle g{\bar {\Psi }}\phi \Psi },
유사스칼라(pseudoscalar)장의 경우
{\displaystyle g{\bar {\Psi }}\gamma ^{5}\phi \Psi }
의 꼴이다. 여기서 {\displaystyle g}는 결합 상수, {\displaystyle \phi }는 (유사)스칼라장 (보존), {\displaystyle \Psi }는 디랙 스피너 장 (페르미온)이다.

## 역사
유카와 히데키가 핵자 사이 강한 상호작용을 설명하기 위하여 1935년에 도입하였다. 이 이론을 바탕으로 유카와는 강한 상호작용을 매개하는 보손의 질량을 예측하였는데, 뒤에 실제로 그가 예측한 질량을 가진 파이온이 발견되었다. 이 공로로 유카와는 1949년 노벨 물리학상을 수상하였다.

## 같이 보기
- 유카와 퍼텐셜 (유카와 상호작용의 고전적인 퍼텐셜)